# The Rehab
The Rehab – pierwszy niezależny album amerykańskiego rapera Young Bucka. Został wydany 7 września 2010 roku. Sprzedano 6400 egzemplarzy w pierwszym tygodniu. "When the Rain Stops" został pierwszym singlem, który został wydany na iTunes 18 maja 2010 r., natomiast "Ya Betta Know It" był drugim singlem. Ostatnim utworem promującym produkcję był "Hood Documentary", wydany 7 września.

## Lista utworów
Opracowano na podstawie źródła.
1. "The Streetz" 1:25
2. "This Is Mine" 4:15
3. "Smoke Our Life Away" 5:01
4. "Statistics" 0:46
5. "Keep It Moving" 3:50
6. "Hood Documentary" 4:07
7. "Ya Betta Know It" 3:22
8. "When the Rain Stops" 3:57
9. "Not Killing Me" 3:51
10. "Nothin 4 Ya" 3:11
11. "The Bust" 0:59
12. "Like a Million" 3:32
13. "Leave It Alone" 3:09
14. "Reality Check" 1:15